# 1938 год в науке
В 1938 году были различные научные и технологические события, некоторые из которых представлены ниже.

## События
- 14 мая — Полное лунное затмение в южном полушарии (фаза 1,09)[1].
- 29 мая — Полное солнечное затмение (максимальная фаза 1,0552)[2].
- 7 ноября — Полное лунное затмение в экваториальной зоне Земли (фаза 1,35)[1].
- 21 ноября — Частное солнечное затмение (максимальная фаза 0,7781)[3].

## Открытия
- 6 июля — Лиситея, спутник Юпитера. Открыт американским астрономом Сетом Никольсоном.
- А. Леван разработал биотест Allium test.

## Награды
- Нобелевская премия
  - Физика — Энрико Ферми, «За доказательства существования новых радиоактивных элементов, полученных при облучении нейтронами, и связанное с этим открытие ядерных реакций, вызываемых медленными нейтронами».
  - Химия — Рихард Кун (присуждена в 1939 г.), «В знак признания проделанной им работы по каротиноидам и витаминам».
  - Медицина и физиология — Корней Хейманс (присуждена в 1939 г.), «За открытие роли синусного и аортального механизмов в регуляции дыхания».

## Родились
- 12 января — Владимир Александрович Гаген-Торн, российский астроном.
- 13 января — Виктор Рафаэльевич Дольник, российский орнитолог, доктор биологических наук, профессор.
- 7 марта — Исаак Борисович Руссман, учёный и педагог, специалист по экономико-математическому моделированию.
- 19 июня — Анатолий Иванович Мазуров, российский учёный, специалист в области телевизионных систем для медицины и биологии.
- 10 октября — Владимир Иванович Тимошенко, советский русский учёный, действительный член РАН, профессор.
- 8 ноября — Владимир Филиппович Веклич[4][5], изобретатель троллейбусного поезда[6][7], доктор технических наук.

## Скончались
- 11 января — расстрелян Георгий Эрихович Лангемак, один из пионеров ракетной техники и создателей реактивного миномёта «Катюша». Ввёл в оборот термин «космонавтика» (реабилитирован в 1955 году).
- 20 января:
  - расстрелян Дмитрий Иванович Еропкин, советский астрофизик (реабилитирован в 1955 году).
  - расстрелян Максимилиан Максимилианович Мусселиус, советский астроном (реабилитирован в 1957 году).
- 18 февраля — расстрелян Матвей Петрович Бронштейн, советский физик-теоретик (реабилитирован в 1957 году).
- 19 февраля — скончался от сердечного приступа Эдмунд Георг Герман Ландау (нем. Edmund Georg Hermann (Yehezkel) Landau), немецкий математик еврейского происхождения.
- 15 марта — расстрелян Лев Григорьевич Левин, врач-терапевт, доктор медицинских наук, консультант лечебно-санитарного управления Кремля.
- 20 июня — расстрелян Семён Леонтьевич Маслов, российский учёный-экономист, министр земледелия Временного правительства.
- 24 сентября — покончил жизнь самоубийством Лев Генрихович Шнирельман, советский математик, член-корреспондент АН СССР.